# Ústřední orgán státní správy
Ústřední orgán státní správy (nebo také ústřední správní úřad) je složka státní moci, která vykonává správu na věcně vymezeném úseku fungování společnosti. Jde o správní úřad, který stojí na vrcholu správní hierarchie a jemuž není nadřízen žádný jiný úřad, ale zpravidla vláda. Příkladem ústředního orgánu státní správy je ministerstvo.
Obecné soudy ve své rozhodovací praxi dovodily, že postavení ústředního orgánu státní správy nepřísluší automaticky každému úřadu, který jinému správnímu úřadu nepodléhá, ale toto postavení mu musí být přiznáno tzv. kompetenčním zákonem, příp. jiným zvláštním zákonem, jímž se ústřední orgány státní správy zřizují a jímž se vymezuje jejich působnost a vzájemné vztahy. Ústavní soud však proti tomuto formálnímu pojetí za ústřední orgány státní správy chápe všechny orgány, které splňují následující materiální kritéria:
- věnují se především státní správě,
- mají celostátní působnost a
- nejsou podřízeny jinému ústřednímu orgánu státní správy.[2]

## Ústřední orgány státní správy v České republice
Současný kompetenční zákon v České republice rozlišuje ústřední orgány státní správy podle toho, zda v jejich čele je člen vlády či nikoliv. Všechny ústřední orgány státní správy sídlí v Praze, s výjimkou Úřadu pro ochranu hospodářské soutěže, Úřadu pro dohled nad hospodařením politických stran a politických hnutí a Národního úřadu pro kybernetickou a informační bezpečnost, které sídlí v Brně, a Energetického regulačního úřadu se sídlem v Jihlavě.

### Ministerstva
Následující tabulka obsahuje ústřední orgány státní správy, v jejichž čele stojí člen české vlády.
| Kód rozpočtové kapitoly | Ministerstvo                                 | Ministři | Údaje za rok | Počet zaměstnanců v organizačních složkách | Průměrný plat v organizačních složkách/Kč | Počet zaměstnanců v příspěvkových organizacích | Průměrný plat v příspěvkových organizacích/Kč | Reference  |
| ----------------------- | -------------------------------------------- | -------- | ------------ | ------------------------------------------ | ----------------------------------------- | ---------------------------------------------- | --------------------------------------------- | ---------- |
| 306                     | Ministerstvo zahraničních věcí               | Seznam   | 2007         | 2063                                       | 25458                                     | 118                                            | 22557                                         | (str. 76)  |
| 307                     | Ministerstvo obrany                          | Seznam   | 2007         | 37398                                      | 24810                                     | 1013                                           | 18895                                         | (str. 90)  |
| 312                     | Ministerstvo financí                         | Seznam   | 2007         | 25513                                      | 25914                                     | 0                                              | 0                                             | (str. 130) |
| 313                     | Ministerstvo práce a sociálních věcí         | Seznam   | 2007         | 18573                                      | 22389                                     | 183                                            | 16515                                         | (str. 146) |
| 314                     | Ministerstvo vnitra                          | Seznam   | 2007         | 71395                                      | 29293                                     | 1324                                           | 18656                                         | (str. 160) |
| 315                     | Ministerstvo životního prostředí             | Seznam   | 2007         | 1941                                       | 25321                                     | 1985                                           | 23331                                         | (str. 175) |
| 317                     | Ministerstvo pro místní rozvoj               | Seznam   | 2007         | 565                                        | 32014                                     | 160                                            | 27374                                         | (str. 189) |
| 322                     | Ministerstvo průmyslu a obchodu              | Seznam   | 2007         | 1632                                       | 30383                                     | 522                                            | 28385                                         | (str. 12)  |
| 327                     | Ministerstvo dopravy                         | Seznam   | 2007         | 924                                        | 29822                                     | 94                                             | 21485                                         | (str. 28)  |
| 329                     | Ministerstvo zemědělství                     | Seznam   | 2007         | 6693                                       | 23638                                     | 314                                            | 23139                                         | (str. 56)  |
| 333                     | Ministerstvo školství, mládeže a tělovýchovy | Seznam   | 2007         | 1181                                       | 27653                                     | 219209                                         | 19871                                         | (str. 74)  |
| 334                     | Ministerstvo kultury                         | Seznam   | 2007         | 256                                        | 31561                                     | 6639                                           | 18694                                         | (str. 90)  |
| 335                     | Ministerstvo zdravotnictví                   | Seznam   | 2007         | 3708                                       | 25648                                     | 3035                                           | 21341                                         | (str. 105) |
| 336                     | Ministerstvo spravedlnosti                   | Seznam   | 2007         | 23197                                      | 25298                                     | 74                                             | 14253                                         | (str. 120) |

### Další ústřední orgány státní správy
Následující tabulka obsahuje ústřední orgány státní správy, v jejichž čele nestojí člen vlády České republiky. Předsedu Českého statistického úřadu, Úřadu pro ochranu hospodářské soutěže a Energetického regulačního úřadu jmenuje a odvolává na návrh vlády prezident republiky. Předsedu Úřadu pro ochranu osobních údajů jmenuje a odvolává prezident republiky na návrh Senátu. Předsedu Národní sportovní agentury jmenuje a odvolává vláda na návrh předsedy vlády. Předsedy ostatních úřadů jmenuje a odvolává vláda České republiky.
| Kód rozpočtové kapitoly | Název                                                                  | Počet zaměstnanců (2007) | Počet zaměstnanců (2015) |
| ----------------------- | ---------------------------------------------------------------------- | ------------------------ | ------------------------ |
| 304                     | Úřad vlády České republiky                                             | 454                      | 555                      |
| 308                     | Národní bezpečnostní úřad                                              | 288                      | 303                      |
| 328                     | Český telekomunikační úřad                                             | 463                      | 612                      |
| 343                     | Úřad pro ochranu osobních údajů                                        |                          | 100                      |
| 344                     | Úřad průmyslového vlastnictví                                          | 241                      | 214                      |
| 345                     | Český statistický úřad                                                 | 1764                     | 1339                     |
| 346                     | Český úřad zeměměřický a katastrální                                   | 5430                     | 5062                     |
| 348                     | Český báňský úřad                                                      | 211                      | 187                      |
| 349                     | Energetický regulační úřad                                             | 95                       | 239                      |
| 353                     | Úřad pro ochranu hospodářské soutěže                                   | 120                      | 235                      |
| 362                     | Národní sportovní agentura                                             |                          |                          |
| 364                     | Digitální a informační agentura                                        |                          |                          |
| 371                     | Úřad pro dohled nad hospodařením politických stran a politických hnutí |                          |                          |
| 372                     | Rada pro rozhlasové a televizní vysílání                               |                          | 42                       |
| 374                     | Správa státních hmotných rezerv                                        | 420                      | 338                      |
| 375                     | Státní úřad pro jadernou bezpečnost                                    | 294                      | 207                      |
| 378                     | Národní úřad pro kybernetickou a informační bezpečnost                 |                          |                          |

Úřad vlády České republiky sice je uveden ve výčtu ust. § 2 zákona č. 2/1969 Sb., kompetenční zákon, není ovšem správním úřadem (dle starší terminologie orgánem státní správy). Nevykonává veřejnou správu, není proto správním úřadem, ale toliko tzv. pomocným úřadem, který technicky a organizačně zajišťuje činnost vlády České republiky.[zdroj⁠?!]

### Zrušená ministerstva a další ústřední orgány státní správy
- Komise pro cenné papíry
- Ministerstvo informatiky
- Ministerstvo pro správu národního majetku a jeho privatizaci
- Úřad pro přístup k dopravní infrastruktuře
- Ministerstvo hospodářství České republiky

### Zásady činnosti ústředních orgánů státní správy
Ministerstva a ostatní ústřední orgány státní správy plní v okruhu své působnosti úkoly stanovené v zákonech a v jiných obecně závazných právních předpisech, jakož i úkoly vyplývající z členství České republiky v Evropské unii a v ostatních integračních seskupeních a mezinárodních organizacích. Při své činnosti se řídí ústavními zákony, zákony a usneseními vlády. V okruhu své působnosti zpracovávají koncepce rozvoje a řešení stěžejních otázek, připravují návrhy zákonů a jiných právních předpisů a za svá odvětví předkládají podklady potřebné pro sestavení návrhu státního rozpočtu. Zaujímají stanovisko k návrhům, které předkládají vládě jiné ústřední orgány státní správy, pokud se týkají okruhu jejich působnosti. Dále také prostřednictvím závazných směrnic koordinují činnosti orgánů krajů a orgánů obcí při výkonu přenesené působnosti. Činnost ministerstev a ostatních ústředních orgánů státní správy řídí, kontroluje a sjednocuje vláda, která jako svůj poradní orgán zřizuje Legislativní radu, v jejímž čele stojí člen vlády.

## Ústřední orgány státní správy na Slovensku
Na Slovensku panuje obdobná právní situace jako v České republice. Ústřední orgány státní správy Slovenské republiky jsou vyjmenovány v zákoně č. 575/2001 Z. z. o organizácii činnosti vlády a organizácii ústrednej štátnej správy. Jsou to ministerstva a tzv. ostatní ústřední orgány státní správy, teoreticky i vláda. Pojem se poprvé objevil v československém zákoně z roku 1953, běžněji byl používán od 60. let 20. století.

### Ministerstva
Na Slovensku působí tato ministerstva, v jejichž čele stojí člen vlády:
- Ministerstvo dopravy a výstavby Slovenské republiky
- Ministerstvo financí Slovenské republiky
- Ministerstvo hospodářství Slovenské republiky
- Ministerstvo investic, regionálního rozvoje a informatizace Slovenské republiky
- Ministerstvo kultury Slovenské republiky
- Ministerstvo obrany Slovenské republiky
- Ministerstvo zemědělství a rozvoje venkova Slovenské republiky
- Ministerstvo práce, sociálních věcí a rodiny Slovenské republiky
- Ministerstvo spravedlnosti Slovenské republiky
- Ministerstvo školství, vědy, výzkumu a sportu Slovenské republiky
- Ministerstvo vnitra Slovenské republiky
- Ministerstvo zahraničních věcí a evropských záležitostí Slovenské republiky
- Ministerstvo zdravotnictví Slovenské republiky
- Ministerstvo životního prostředí Slovenské republiky

### Další ústřední orgány státní správy
Další ústřední orgány státní správy působící na Slovensku jsou:
- Úřad vlády Slovenské republiky
- Antimonopolní úřad Slovenské republiky
- Statistický úřad Slovenské republiky
- Úřad geodézie, kartografie a katastru Slovenské republiky
- Úřad jaderného dozoru Slovenské republiky
- Úřad pro normalizaci, metrologii a zkušebnictví Slovenské republiky
- Úřad pro veřejné zakázky
- Úřad průmyslového vlastnictví Slovenské republiky
- Správa státních hmotných rezerv Slovenské republiky
- Národní bezpečnostní úřad

### Zrušené ústřední orgány státní správy
- Úřad pro strategii rozvoje společnosti, vědy a techniky Slovenské republiky (1995 – 1999)
- Úřad pro státní službu (2002 – 2006)